# Chatka studencka

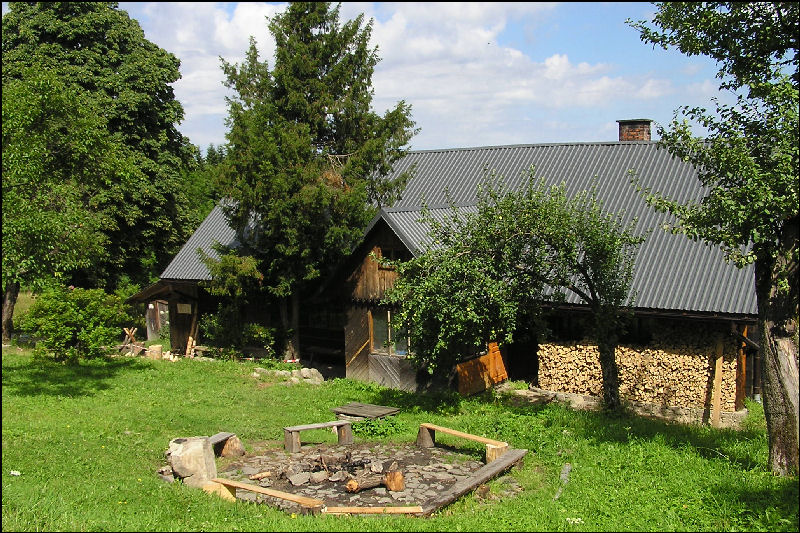
Chatka studencka – SST „Pod Solniskiem”

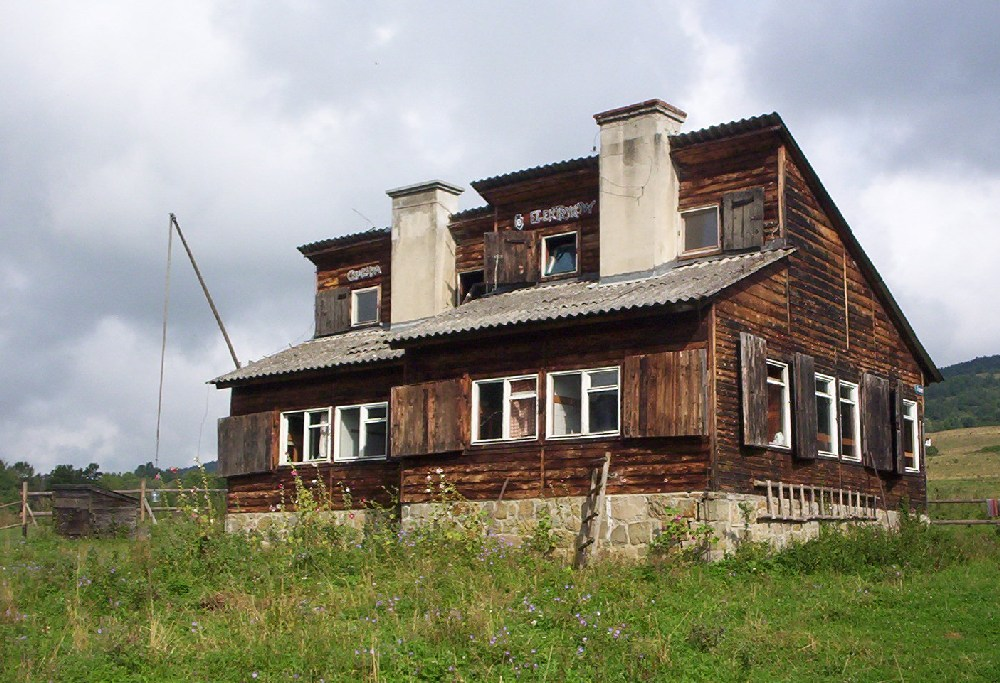
Chatka studencka – KTE „Styki”, Polany Surowiczne

Chatka studencka – rodzaj schroniska turystycznego, prowadzonego przez organizacje studenckie lub osoby związane ze środowiskiem studenckim (obiekty prywatne również nazywa się chatkami studenckimi, mimo iż de facto nie mają nic wspólnego ze środowiskiem studenckim). W działalności uwzględnia zwyczaje panujące w środowisku studentów uprawiających turystykę kwalifikowaną.
Chatki studenckie funkcjonują nieprzerwanie lub – częściej – sezonowo (w okresie wakacji i w weekendy).

## Warunki pobytu
Chatka studencka to najczęściej wiejska chałupa przystosowana do pomieszczenia większej liczby osób. Górna granica pojemności obiektu zależy od jego wielkości. Zazwyczaj chatki studenckie oferują minimum warunków bytowych, ale zawsze mają kuchnię, suszarnię, jakieś większe pomieszczenie (wykorzystywane jako jadalnia i świetlica) i gwarantują miejsce noclegowe.
Często do budynku doprowadzony jest prąd elektryczny, obiekty ogrzewane są drewnem lub – rzadziej – węglem. Woda bieżąca pochodzi z lokalnego ujęcia (często jest to studnia lub pobliski strumień). Osoby nocujące w chatce powinny zabrać ze sobą przynajmniej śpiwór.
Bardzo często przy chatce jest możliwość rozbicia namiotu, toteż wiele z nich jest wręcz połączonych z małym polem namiotowym lub zorganizowaną bazą namiotową.

## Chatki studenckie w Polsce

### W górach
| Chatka studencka                               | Pasmo górskie        | Zdjęcie | Zarządca                                                     |
| Chatka AKT Hutniczy Grzbiet                    | Karkonosze           |         | Towarzystwo Bażynowe Wrocław                                 |
| Chatka Marianówka w Stanisławowie              | Pogórze Kaczawskie   |         | Polskie Bractwo Turystyczne Złotoryja                        |
| Chatka Turystyczna „Poganka” w Grobli          | Pogórze Kaczawskie   |         | Gmina Paszowice                                              |
| Chatka AKT na Pietraszonce                     | Beskid Śląski        |         | Akademicki Klub Turystyczny „Watra” Gliwice                  |
| Studencki schron turystyczny „Skalanka”        | Beskid Żywiecki      |         | Stowarzyszenie Klub Miłośników Turystyki „Grzmot-Odrodzenie” |
| Chałupa Chemików w Ujsołach                    | Beskid Żywiecki      |         | Stowarzyszenie „Chałupa Chemików”                            |
| Chatka AKT Dobrodziej na Witasówce             | Beskid Żywiecki      |         | Stowarzyszenie AKT Dobrodziej                                |
| Chata na Zagroniu nad Rajczą                   | Beskid Żywiecki      |         | Studenckie Koło Przewodników Beskidzkich w Katowicach        |
| Studecki Schron Turystyczny „Pod Solniskiem”   | Beskid Makowski      |         | Klub Chatkowy „Adamy”.                                       |
| Studenckie Schronisko Turystyczne „Lasek”      | Beskid Makowski      |         | Właściciel prywatny                                          |
| Schronisko „Rogacz” pod Magurką Wilkowicka     | Beskid Mały          |         | Właściciel prywatny                                          |
| Chatka pod Potrójną                            | Beskid Mały          |         | Właściciel prywatny                                          |
| Chatka Gibasówka                               | Beskid Mały          |         | Właściciel prywatny                                          |
| Chata na Magórach                              | Beskid Sądecki       |         | Właściciel prywatny                                          |
| Chatka pod Niemcową                            | Beskid Sądecki       |         | Właściciel prywatny                                          |
| Chatka i baza namiotowa w Zyndranowej          | Beskid Niski         |         | Studenckie Koło Przewodników Beskidzkich w Rzeszowie         |
| Chatka Malucha w Ropiance                      | Beskid Niski         |         | Akademicki Klub Turystyczny Maluch Warszawa                  |
| Chałupa Elektryków w Polanach Surowicznych     | Beskid Niski         |         | Klub Turystyczny Elektryków „STYKI” Warszawa                 |
| Chatka w Teodorówce                            | Beskid Niski         |         | Studenckie Koło Przewodników Beskidzkich w Warszawie         |
| Chatka i baza namiotowa w Zawadce Rymanowskiej | Beskid Niski         |         | Studenckie Koło Przewodników Beskidzkich w Lublinie          |
| Chatka w Nieznajowej                           | Beskid Niski         |         | Stowarzyszenie Miłośników Nieznajowej                        |
| Schronisko w Łupkowie                          | Bieszczady Zachodnie |         | Stowarzyszenie Miłośników Schroniska w Łupkowie              |
| Chata Huczwice                                 | Bieszczady Zachodnie |         | Akademicki Klub Turystyczny przy PWSZ Sanok                  |
| Koliba Studencka                               | Bieszczady Zachodnie |         | Politechnika Warszawska                                      |
| Chata Socjologa na Otrycie                     | Bieszczady Zachodnie |         | Klub Otrycki                                                 |

### Na nizinach
| Chatka studencka                                                          | Kraina geograficzna | Zarządca                                  |
| Chatka „Florianka” w Brzeźniaku                                           | Pojezierze Drawskie | Akademickie Towarzystwo Chatkowe Szczecin |
| Chatka Ornitologa PTTK w Białobrzegu                                      | Dolina Warty        | PTTK                                      |
| Studencka Baza Turystyczno-Dydaktyczna Politechniki Łódzkiej Kobyle Błota | Kotlina Płocka      | Politechnika Łódzka                       |

## Byłe lub zlikwidowane chatki studenckie
- Beskid Niski
  - Chatka KTE Tramp w Wawrzce koło Grybowa (obecnie zamknięta dla turystów)
  - Chatka SKPB Warszawa w Bartnem (obecnie zamknięta dla turystów)
  - Chata Micha w Kotani (obecnie zamknięta dla turystów)
- Beskid Śląski
  - Chatka w Wiśle – Czarnym
  - Chatka „Wysoki Zamek” na Błotnym (spłonęła w połowie lat 90. XX w.)
  - Chata na Szyrokim – Jaworzynka, niedaleko Szyrokiego Wierchu[1] (zlikwidowana w 2006 roku),
  - Chatka na Karkoszczonce – Szczyrk, Przełęcz Karkoszczonka. Obecnie prywatne schronisko „Chata Wuja Toma”.
- Beskid Żywiecki
  - Chatka na polanie Sulowa Cyrhla pod Babią Górą – zamknięta w 1967 roku.
  - Chatka na Szczytkówce – Polana Szczytkówka, przy szlaku z Ujsołów na Muńcuł – spłonęła w 1996 r.
- Bieszczady
  - Schronisko na Łopienniku (Chatka na Horodku 889 m n.p.m.), nad Dołżycą, obok Łopiennika) (1965-1977)
  - Schronisko Turystyczne „Kropiwne” – Bystre niedaleko Baligrodu[2]
- Gorce
  - Chatka u Metysa na Hali Długiej pod Turbaczem (zamknięta z końcem 1996 r.)[3]
  - Gorczańska Chata w Ochotnicy Górnej (spłonęła 29 października 2022 roku)
- Pogórze Ciężkowickie
  - Bacówka na Jamnej (w 2013 roku wygasła dzierżawa na rzecz Uniwersytetu Adama Mickiewicza w Poznaniu[4]),
- Ziemia Kłodzka
  - Bialska Jarmilka – Stary Gierałtów koło Stronia Śląskiego[2]
- Wyżyna Krakowsko-Częstochowska
  - Fata Sokoła – Zdów-Młyny[2]
- Równina Gorzowska
  - Chatka Dolina – Stare Łysogórki